# Rozdół (gmina)
Rozdół – dawna gmina wiejska w powiecie żydaczowskim województwa stanisławowskiego II Rzeczypospolitej. Siedzibą gminy było miasto Rozdół, które stanowiło odrębną gminę miejską (podczas okupacji pozbawiony praw miejskich i włączony do gminy).
Gminę utworzono 1 sierpnia 1934 r. w ramach reformy na podstawie ustawy scaleniowej z dotychczasowych gmin wiejskich: Brzezina, Czernica, Derżów, Iłów, Kijowiec, Krupsko, Malechów i Piaseczna.
Po II wojnie światowej obszar gminy znalazł się w ZSRR.